# استارویه سبحان‌کولوو
استارویه سبحان‌کولوو (انگلیسی: Staroye Subkhankulovo) یک شهرک در شهرستان تویمازینسکی استان باشقیرستان کشور روسیه است.